# Блаттер, Йозеф
Йо́зеф (Зепп) Бла́ттер (нем. Joseph «Sepp» Blatter; род. 10 марта 1936[…], Фисп, Вале[…]) — восьмой президент ФИФА (1998—2015). Впервые избран в 1998 году, переизбран в 2002, 2007, 2011 и 2015 годах.
2 июня 2015 года, в связи с коррупционным скандалом в ФИФА, объявил об уходе с поста президента ФИФА, заявив при этом, что будет исполняющим обязанности до новых выборов в президенты ФИФА. 8 октября Арбитражная палата комитета по этике ФИФА отстранила Йозефа Блаттера от своей должности на 90 дней (исполняющим обязанности Президента ФИФА был назначен Исса Хаяту). 21 декабря было принято решение об отстранении Блаттера от футбольной деятельности на восемь лет.
26 февраля 2016 года преемником Блаттера на посту Президента ФИФА был избран Джанни Инфантино.

## Биография

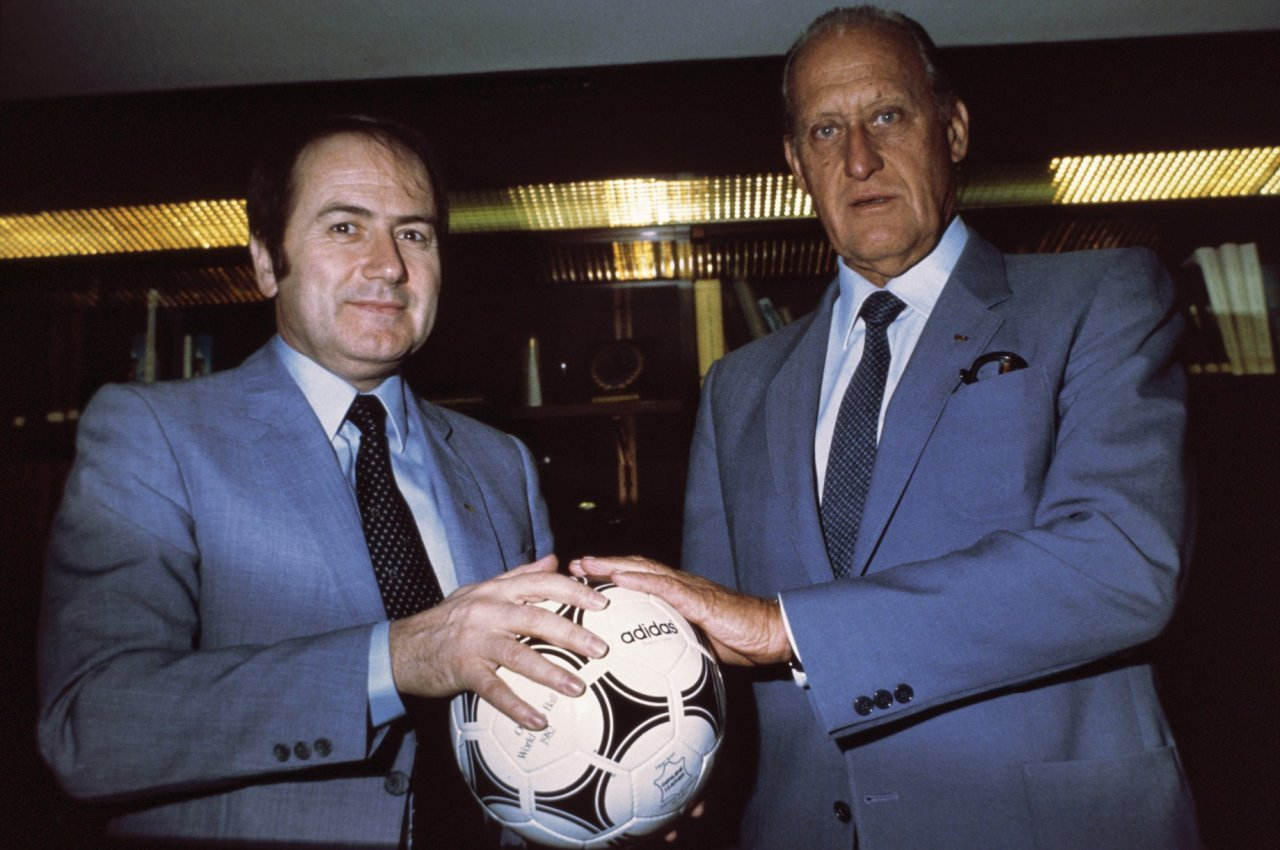
Блаттер (слева) и 7-й президент ФИФА Жоао Авеланж. 1982 год

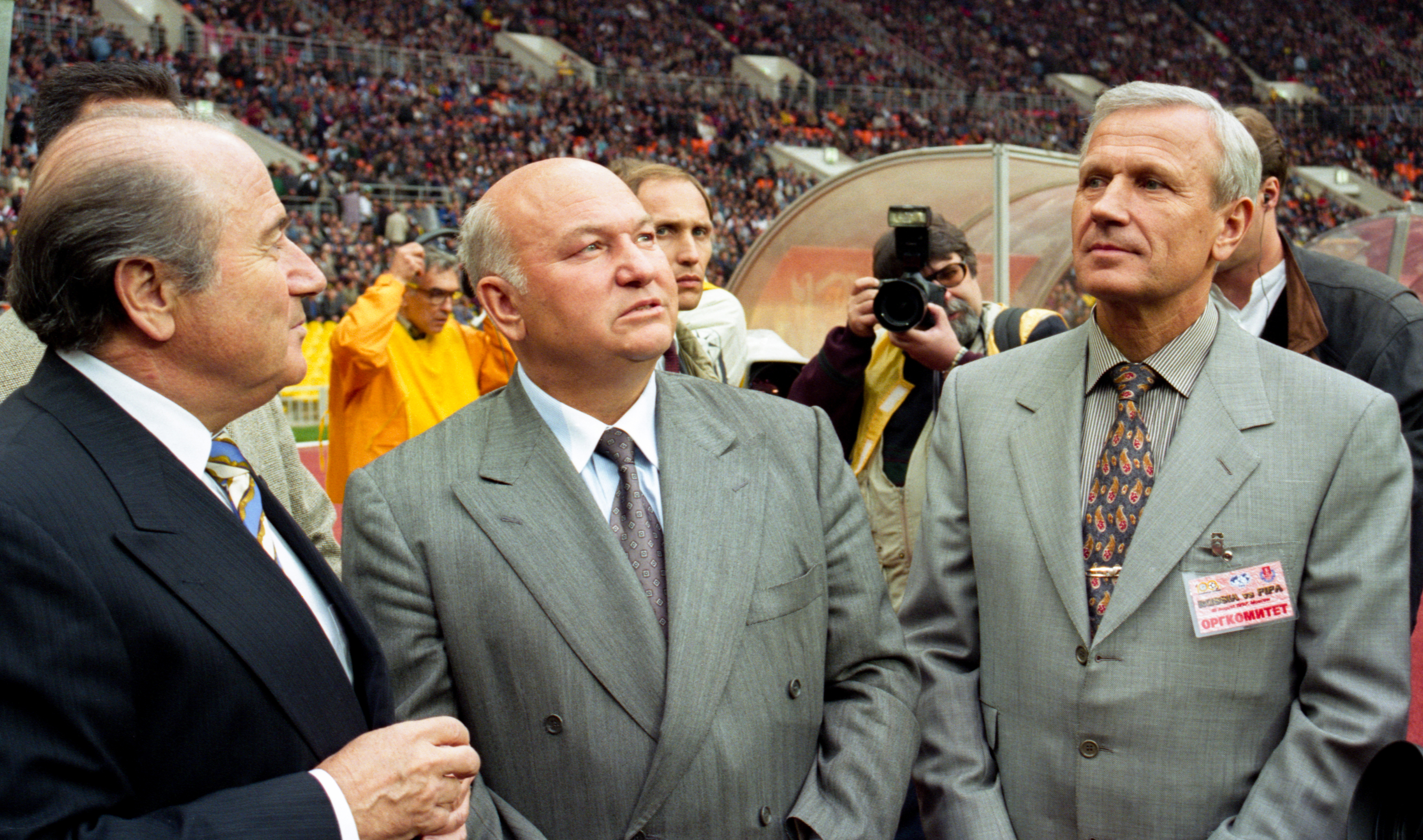
Йозеф Блаттер, Юрий Лужков и Вячеслав Колосков на открытии стадиона Лужники после реконструкции, 18 августа 1997 год

Йозеф Блаттер родился 10 марта 1936 года в швейцарской коммуне Фисп в семье автомеханика. Посещал начальную школу в Фиспе, позднее проходил обучение в школах Сьона и Санкт-Морица. После окончания школы в 1954 году поступил в Лозаннский университет на факультет бизнеса и экономики (HEC). Окончил его в 1958 году.
Во время учёбы в университете работал спортивным комментатором и журналистом в местной газете. Стал членом ассоциации спортивных журналистов Швейцарии. С 1948 по 1971 год выступал за один из любительских швейцарских футбольных клубов. В 1962 году начал карьеру в швейцарской туристической фирме. В 1964 году стал генеральным секретарём Швейцарской хоккейной ассоциации.
В 1972 году, будучи представителем фирмы Longines, принял участие в обслуживании Олимпийских игр в Мюнхене. В знаменитом финале баскетбольного турнира между мужскими сборными СССР и США Блаттер работал судьёй-хронометристом.
С 1970 по 1975 год был членом совета швейцарского футбольного клуба «Ксамакс».
В 1975 году стал техническим директором ФИФА. В 1981 году утверждён на пост генерального секретаря этой организации её президентом Жоао Авеланжем. В 1998 году в борьбе за пост президента ФИФА выиграл на выборах у президента УЕФА Леннарта Юханссона. В 1999 году вошёл в состав Международного олимпийского комитета, где находился до 2015 года.

### Личная жизнь
Был женат три раза, есть дочь от первого брака.

## Коррупционные скандалы
В 1998 году президент Сомалийской федерации футбола Фара Афдо обвинил Блаттера в том, что тот купил голоса африканцев перед выборами президента ФИФА.
В 2001 году имя Блаттера оказалось в центре скандала, связанного с банкротством компании-партнёра ФИФА ISL/ISMM.
В разгар чемпионата мира по футболу 2002 года генеральный секретарь ФИФА Мишель Цен-Руффинен опубликовал 21-страничный доклад, в котором выдвигал в адрес Блаттера ряд обвинений. В частности, он обвинял его в создании «теневых органов управления», контролировавших мировой футбол и вынуждавших федерации поддерживать Блаттера, многочисленных финансовых злоупотреблениях и растратах от необоснованных премий руководителям футбольных ассоциаций стран мира и до банкротства компании ISMM/ISL, размещавшей права на трансляции матчей чемпионатов мира 2002 и 2006 годов. Текст досье был опубликован в итальянской газете La Gazzetta dello Sport: доклад насчитывал 21 лист и был разделён на 11 глав. Швейцарский прокурор Убс Хубманн заявил, что по этому поводу будет проводиться следствие. Доклад чуть не стоил Блаттеру президентского кресла, однако Блаттер в итоге был переизбран, а Цен-Руффинен вынужден был уйти в отставку, уступив пост Урсу Линею.
29 мая 2015 года Блаттер был переизбран президентом ФИФА на пятый срок, после того как на выборах снял свою кандидатуру после первого тура Али бин аль-Хусейн, причём Блаттеру не хватило 7 голосов для победы в первом туре.
Однако уже 2 июня 2015 года Блаттер объявил об уходе с поста президента ФИФА, заявив, что станет исполняющим обязанности до новых выборов в президенты ФИФА.
Европарламент в своей резолюции от 11 июня 2015 года призвал Йозефа Блаттера немедленно оставить свой пост.
24 сентября 2015 года прокуратура Швейцарии возбудила против Блаттера уголовное дело по двум статьям «преступная халатность» и «хищение». Он подозревается в осуществлении незаконного платежа президенту УЕФА Платини в размере 2 млн швейцарских франков из средств ФИФА, который был сделан за выполнение работ в период с января 1999 по июнь 2002 года и проведён в феврале 2011 года.
7 октября 2015 года Следственная палата комитета Международной федерации футбола по этике выступила за незамедлительное отстранение президента организации Йозефа Блаттера от исполнения своих обязанностей на 90 дней.
18 ноября апелляционный комитет ФИФА отклонил апелляции Блаттера и Платини на отстранение от футбольной деятельности. 21 ноября следственная палата комитета ФИФА по этике завершила расследование в отношении Блаттера и Платини и передала окончательные отчёты, содержащие просьбы о санкциях в отношении Блаттера и Платини, в арбитражную палату ФИФА.
21 декабря 2015 года Комитет ФИФА по этике принял решение об отстранении на восемь лет от футбольной деятельности Президента Международной федерации футбола (ФИФА) Йозефа Блаттера и главы Союза европейских футбольных ассоциаций (УЕФА) Мишеля Платини. Данное решение принято после расследования, в центре которого был санкционированный Блаттером крупный денежный перевод — 2 млн швейцарских франков (почти 2 млн долларов) — на имя Платини.
24 февраля 2016 года апелляционный комитет ФИФА сократил сроки дисквалификации Зеппа Блаттера и Мишеля Платини с восьми до шести лет.
5 декабря 2016 года Спортивный арбитражный суд в Лозанне (CAS) отклонил апелляцию Зеппа Блаттера и оставил в силе его шестилетнее отстранение от футбольной деятельности.
24 марта 2021 года Йозеф Блаттер был дисквалифицирован на 6 лет 8 месяцев за различные нарушения кодекса этики ФИФА. Поскольку предыдущие запреты на участие в футбольной деятельности, наложенные на Блаттера, ещё не были сняты, то новое отстранение должно было вступить в силу 8 октября 2021 года, когда истекало предыдущее. Кроме того, Блаттер был оштрафован на 1 миллион швейцарских франков.
В июле 2022 года швейцарский суд оправдал Йозефа Блаттера и Мишеля Платини, обвинённых в мошенничестве, злоупотреблении доверием и недобросовестном менеджменте. В марте 2025 года швейцарский суд отклонил апелляцию прокуратуры и повторно оправдал Блаттера и Платини.

## Награды
- Кавалер ордена Почётного легиона (Франция)[31].
- Орден Франсиско Миранды I класса (Венесуэла)[31].
- Командор Национального ордена Джибути[31].
- Орден Двух Нилов (Судан)[31].
- Большая лента ордена Республики (Тунис)[31].
- Большая лента ордена Алауитского трона (Марокко)[31].
- Орден Независимости I класса (Иордания)[31].
- Орден Доброй Надежды (ЮАР)[31].
- Золотой орден Компаньонов Оливера Тамбо (ЮАР)[31].
- Орден «Дружба» (Узбекистан, 28 марта 2007 года) — за большой вклад в развитие и всемерную поддержку футбольных программ в Республике Узбекистан, содействие формированию молодого здорового поколения, а также плодотворную деятельность по укреплению дружбы и взаимопонимания между народами[32][31].
- Орден «Данакер» (Кыргызстан, 2 декабря 2006 года) — за значительный вклад в развитие кыргызского футбола[33][31].
- Орден «Достык» II степени (Казахстан, 12 декабря 2005 года) — за заслуги перед государством, активную общественную деятельность, значительный вклад в социально-экономическое и культурное развитие страны, укрепление дружбы и сотрудничества между народами[34][31].
- Орден Полярной звезды (Монголия, сентябрь 2007)[35].
- Орден князя Ярослава Мудрого II степени (Украина, 24 августа 2013 года) — За весомый личный вклад в укрепление международного авторитета Украины, популяризацию её исторического наследия и современных достижений и по случаю 22-й годовщины независимости Украины[36].
- Орден князя Ярослава Мудрого III степени (Украина, 29 ноября 2006 года) — за выдающийся личный вклад в поддержку футбола в Украине, развитие международного футбольного движения[37].
- Орден «За заслуги» I степени (Украина, 23 марта 2001 года) — за весомый личный вклад в укрепление международного футбольного движения, поддержку развития футбола в Украине[38].
- Орден Почёта (Молдова, 10 августа 2010 года) — за долголетний плодотворный труд в области физической культуры и спорта, особые заслуги в развитии и пропаганде молдавского футбола и активную организационно-методическую деятельность[39].
- Орден «Слава» (Азербайджан, 13 октября 2004 года) — за заслуги в развитии азербайджанского футбола и расширении его международных связей[40].
- Орден Чести (Грузия, 2003) — за большой вклад в развитие грузинского футбола[41].
- Орден «Снисхождение» (Каталония)[31].
- Орден Заида (ОАЭ, 2003)[42].
- Олимпийский орден[31].
- Орден Национального олимпийского комитета Беларуси[43].
- Почётный доктор академии физической культуры и спорта Азербайджана (2007)[44].

## В современном искусстве
В фильме «Лига мечты» (реж. Ф. Обертен, Франция, 2014), посвящённому истории ФИФА, роль Блаттера исполняет Тим Рот.
Блаттер явился прототипом Адольфа Бладдера, главного отрицательного героя в романе В. Николаева «Убитый чемпионат».